# 황학동 벼룩시장

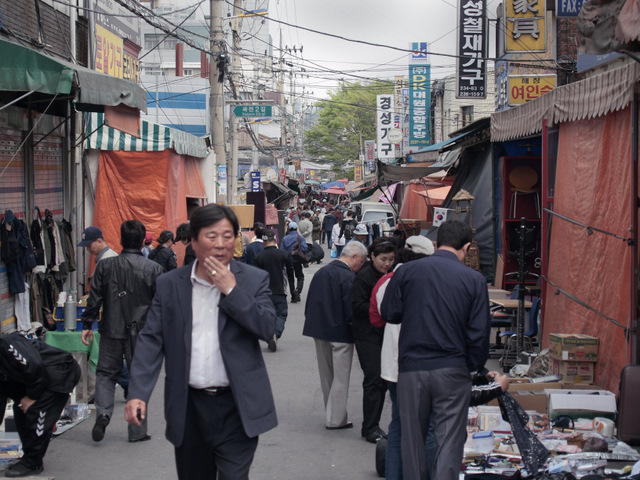

황학동 벼룩시장은 서울특별시중구황학동에 위치한 중고품을 파는 시장이다. 동대문시장 근처에 500개 이상의 상점과 노점이 있으며, 전자제품, 의류, 기타 품목 등 다양한 중고 제품을 공급한다. 이 시장은 신화 속 도깨비 같은 생물인 도깨비의 이름을 따서 도깨비시장이라고도 불린다. 삼일아파트와 청계천 뒤편에 위치하고 있다.

## 같이 보기
- 동묘 벼룩시장 – 서울의 또 다른 벼룩시장
- 대한민국의 시장 목록
- 대한민국의 관광 명소 목록